# Uśmiech losu (amerykański serial telewizyjny)
Uśmiech losu (ang. Second Chances, 1993–1994) – amerykański serial obyczajowy stworzony przez Lynn Marie Latham i Bernarda Lechowicka.
Światowa premiera serialu miała miejsce 25 listopada 1993 roku na kanale CBS. Ostatni odcinek został wyemitowany 10 lutego 1994 roku. W Polsce serial nadawany był dawniej na kanałach RTL 7 i Nasza TV.

## Obsada
| Aktor                | Postać               |
| -------------------- | -------------------- |
| Connie Sellecca      | Dianne Benedict      |
| Matt Salinger        | Mike Chulack         |
| Ronny Cox            | George Cook          |
| Megan Porter Follows | Kate Benedict        |
| Justin Lazard        | Kevin Cook           |
| Jennifer Lopez       | Melinda Lopez        |
| Frances Lee McCain   | Felicity Cook        |
| Michelle Phillips    | Joanna Russel        |
| Pepe Serna           | Salvador Lopez       |
| Ray Wise             | sędzia Jim Stinson   |
| Erich Anderson       | Bruce Christianson   |
| John Schneider       | Pete Dyson           |
| Ramy Zada            | detektyw Jerry Kuntz |

## Spis odcinków
| N/o            | Tytuł angielski            |
| -------------- | -------------------------- |
|                |                            |
| SERIA PIERWSZA |                            |
|                |                            |
| 01             | Pilot                      |
|                |                            |
| 02             | Save the Last Dance for Me |
|                |                            |
| 03             | Coincidence or Conspiracy  |
|                |                            |
| 04             | Living in Between          |
|                |                            |
| 05             | I Can't Get No Satisfaxion |
|                |                            |
| 06             | Swimming Through Mud       |
|                |                            |
| 07             | If the Truth Be Told       |
|                |                            |
| 08             | Down Looks Like Up         |
|                |                            |
| 09             | Miss Friendly Santa Rita   |
|                |                            |
| 10             | Justifiable Jealousy       |
|                |                            |